# 奧利弗·黑維塞
奧利弗·黑維塞（英語：Oliver Heaviside，1850年5月18日—1925年2月3日）是一名英國物理學家和电子工程师。他没有接受过正规的高等教育，作风古怪，不太重视严格的数学论证，善以直觉进行论述和演算，在数学和工程上做出了众多原创性成就。他通过数年时间自学微积分和麦克斯韦的《电磁通论》，创立向量分析学，并将电磁学中最著名的麦克斯韦方程组改写为今天人们所熟知的形式。

## 生平
1850年5月18日，黑维塞出生于米德塞克斯郡卡姆登鎮（現屬倫敦），是家中排行最小的老四。他父亲名叫托马斯·黑维塞（Thomas Heaviside），是一名木匠；母亲名叫瑞切尔·韦斯特（Rachel West），是一名保姆；姨父是著名电学专家与电报发明人查尔斯·惠斯通。母亲瑞切尔曾在斯坡提伍德一家任职，带大过后来成为英国皇家学会主席的威廉·斯坡提伍德（William Spottiswoode）。早年的家贫对黑维塞的一生都产生了影响。他小时候曾就读于母亲任职的一所女校。后来他转到Camden House School，由F. R. Cheshire教导。他患過猩紅熱，令他耳朵聽不清楚。
雖然他的學業成績不俗（1865年，他在五百多個學生中排第五），但他没有去读大学。他16歲離校，學習摩氏密碼和電磁學。他在1868年去位于泰恩河畔纽卡斯尔的Anglo Danish Telegraph Company（后成为Great Northern Telegraph Company）当了一名电报员。1872年，他成为主電報員，開始研究電力。他一直工作到1874年，最终因为听力下降而不得不辞去工作。
他之后在父母家中孤獨地进行研究。他开始一个人通过实验和学习，研究电报学中的一系列问题。這段期間他提出了電報員方程。他指出，傳輸線上平均分布的電感會減少衰減和雜訊，若電感夠大且電阻夠小，所有頻率的電流會同等地衰減，電路便會無雜訊。
1880年，他研究電報傳輸上的集膚效應。他將在電磁學上舉足輕重的麥克斯韋方程組重新表述，将表述的符号系统由四元數改為向量，將原來的20條方程精简到4條微分方程。
1880年至1887年間，他提出了算子微积分，并用字母“p”表示微分算子。但他当时给出的微分算子定义模糊，并不容易理解，适用范围有多大也不清楚。这是一套將微分方程轉換為普通代數方程的方法，但是当时的數學家们批評這個方法不夠嚴謹。但黑维塞并不理会别人的批评。
1887年，他提出以電感器來消除雜訊。可惜這因政治原因而無法實行。後來AT&T的乔治·坎贝尔和一位外部的研究者米海洛·卜平研究過黑維塞的方法，並繼續發展。AT&T申請了有關的專利，但這不止包括坎贝尔和卜平的工作，也包括黑維塞製作卷線的方法。AT&T之後提出向黑維塞買下他的工作，但黑維塞拒絕了，他要求AT&T承認那一部分完全是他的工作。
1888年和1889年，他計算了電場和磁場受移動中的電荷而產生的改變，和電荷進入更密的媒質時的影響。這跟後來的契忍可夫輻射和洛倫茲-費茲傑羅收縮理論有關。1889年左右，受到約瑟夫·湯姆森提出的電子的影響，黑維塞鑽研了電磁質量。他將電磁質量計算成真實的物質質量般。威廉·維恩後來證實黑維塞的方程在速度遠低於光速時無誤。
1902年，為了解釋無線電波的反射，黑維塞和亚瑟·肯内利同时猜想大氣有一層導電物質，這層大氣現在稱為肯内利-黑维塞层，也即大气电离层。1924年，爱德华·阿普尔顿因證實了這層的存在而获得1947年诺贝尔物理学奖。
1891年，他成為英国皇家學會會員。1905年，德国哥廷根大學授予他一個名譽博士頭銜。他晚年性格變得越來越古怪，最後在德文郡托基逝世，葬於佩恩頓。

## 成就
- 独自创立了专门的向量微积分学，简化了场论的符号表述
- 利用新发明的向量微积分符号，将原来用繁杂的四元数描述的麦克斯韦方程组精简至4个，并明确给出麦克斯韦方程组的正式公式表述（麦克斯韦本人并没有明确地写出所有方程的数学形式，后来将此方程组写出的人还有海因里希·赫兹[6]）。这项成就大举简化了这一19世纪最为重要的科学成就，使它更容易被学习者们掌握。
- 黑维塞单位阶跃函数
- 在早期算子微积分（英语：Operational calculus）的发展中做出主要贡献。但因为缺乏严格的数学理论作基础，他的“微分算子方法”一度遭到数学家排斥。（和傅里叶展开方法在数学史上的遭遇比较相似。）
- 黑维塞条件（英语：Heaviside condition）
- 肯内利-黑维塞层（英语：Kennelly–Heaviside layer）
- 黑维塞分式拆解法（英语：Heaviside cover-up method）/黑维塞部分分式展开定理（Heaviside Partial-Fraction Expansion Theorems）简化了分式型积分(2个多项式相除后的积分)和分式型函数的拉普拉斯变换的计算
- 术语“阻抗”、“电感”、“电导”、“导纳”、“磁阻”、“磁导率”、“电容率”的提出
- 電報員方程
- 黑维赛电桥（Heaviside bridge）

## 著作

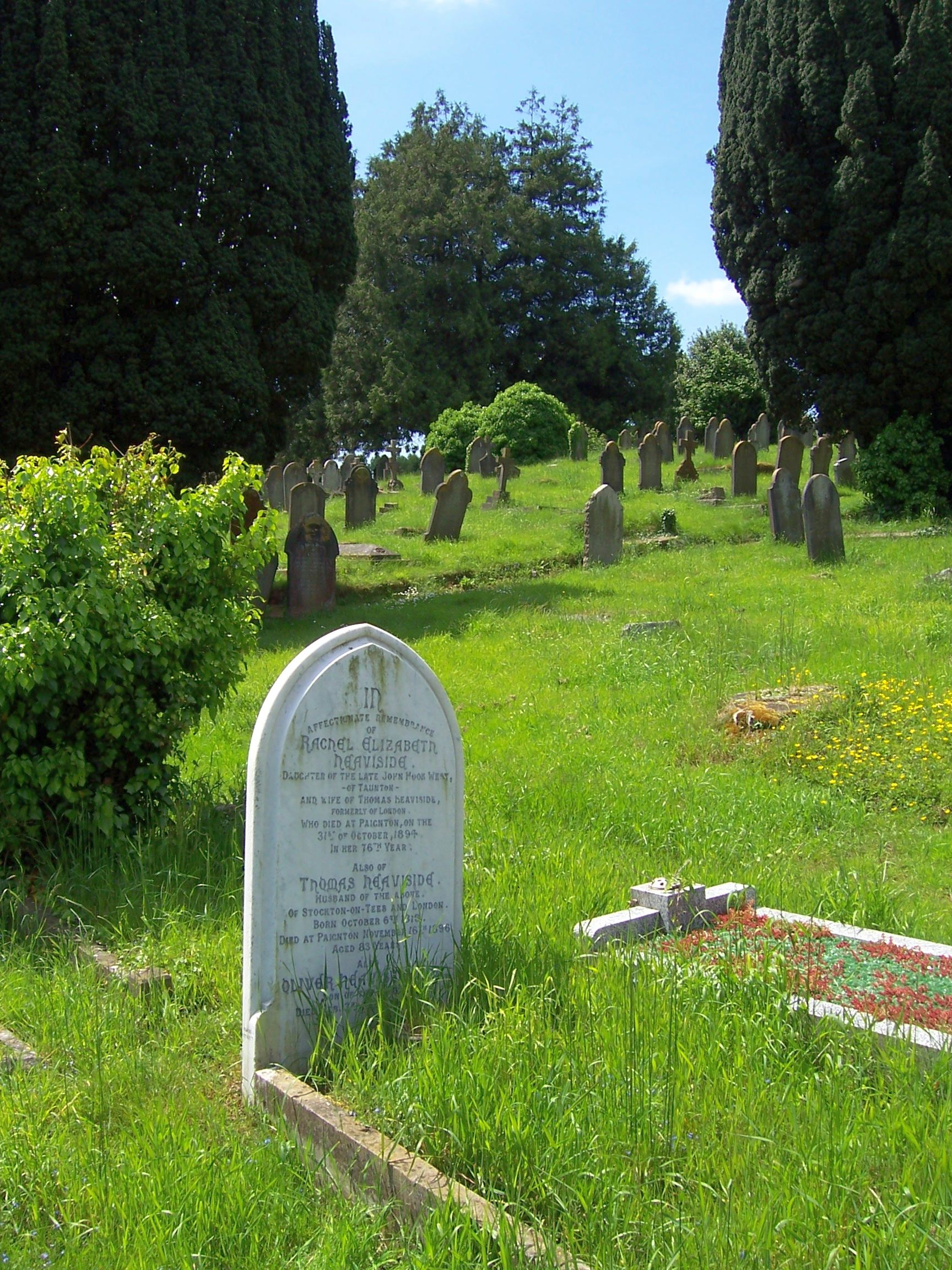
奧利弗·黑維塞之墓

- Oliver Heaviside.  [电磁论] 1. Cosimo Classics. 2013年1月 [1893]. ISBN 1605206164 （英语）.
- Oliver Heaviside.  [电磁论] 2. Cosimo Classics. 2013年1月 [1899]. ISBN 1602062765 （英语）.
- Oliver Heaviside.  [电磁论] 3. Cosimo Classics. 2013年1月 [1912]. ISBN 1602062625 （英语）.
- Oliver Heaviside.  [电磁波]. Andesite Press. 2015年8月. ISBN 1298516943 （英语）.
- Oliver Heaviside.  [电磁学论文] 1. Cambridge University Press. 2011年6月. ISBN 978-1108028561 （英语）.
- Oliver Heaviside.  [电磁学论文] 2. Cambridge University Press. 2011年6月. ISBN 978-1108028578 （英语）.
- Oliver Heaviside.  [黑维塞的工作]. Createspace Independent Publishing Platform. 2015年6月. ISBN 1514357372 （英语）.

## 传记
- Basil Mahon.  [奥利弗·黑维塞：标新立异的电磁学界超级大脑]. History of Technology 1. Institution of Engineering & Technolog. 2009年4月. ISBN 9780863419652 （英语）.
- Paul J. Nahin.  [奥利弗·黑维塞：一位维多利亚时代电学天才的生活、工作与时光]. Johns Hopkins University Press. 2002年10月. ISBN 978-0801869099 （英语）.

## 风格
黑维塞习惯从事孤独的研究，他对自己发明的方法有着异乎常人的热情和偏执，不怕别人泼冷水，根本不在乎其他同行对他的微分算子理论的轻视。后来的科技发展也证明他发明的微分算子的确具有重要的价值。
黑维塞的写作风格通俗幽默，善于以辩论的形式展开问题讨论。他不仅研究麦克斯韦方程组本身，还是第一个在著作中将麦克斯韦方程组应用到许多具体问题的人。A. Foppl写于1897年的《涡旋场的几何学》对黑维塞所讲的内容进行了补充。之后，Abraham以他们的著作为基础，创作了2卷本的《电学理论》，并成为流行的教材。向量分析学由此在物理学家中得以快速传播。

## 名言
- “逻辑分析可以慢慢来，反正它是永恒的。”（Logic can be patient for it is eternal.）[8]
- “数学分2种，严格的和物理直观化的。前者的范围窄；后者粗犷而广泛。拘泥于公式的严格证明只会令绝大多数的数学物理探究止步不前。难道我要在完全理解消化反应的所有机理以前，拒绝进食吗？”（Mathematics is of two kinds, Rigorous and Physical. The former is Narrow: the latter Bold and Broad. To have to stop to formulate rigorous demonstrations would put a stop to most physico-mathematical inquiries. Am I to refuse to eat because I do not fully understand the mechanism of digestion?）[9]
  - 常见变体：“仅仅是因为我不理解消化的过程，我就应该要拒绝一顿美餐吗？”（Should I refuse a good dinner simply because I do not understand the process of digestion?）
- “如果说让这个世界运转的是爱，那么让电磁波传遍世界的就是自感。”（If it is love that makes the world go round, it is self-induction that makes electromagnetic waves go round the world.）[來源請求]
- “...自然界没有绝对的衡量尺度，小尺度也可能是重要的研究范围，甚至有可能具有伟大的重要性。”（...there is no absolute scale of size in nature, and the small may be as important, or more so than the great.）[來源請求]

## 外部連結
- 約翰·J·奧康納; 埃德蒙·F·羅伯遜, ,  （英语）
  - Alan Heather. . Torbay Amateur Radio Society.   [2007-03-12]. （原始内容存档于2007-09-29） （英语）.
- Eugenii Katz. . Hebrew University of Jerusalem.   [2007-03-12]. （原始内容存档于2003-11-30）.
- John H. Lienhard. . The Engines of Our Ingenuity.   [2018-06-18]. （原始内容存档于2020-09-20） （英语）.
- F. Ghigo. . National Radio Astronomy Observatory. Green Bank, West Virginia.   [2018-06-18]. （原始内容存档于2020-06-15） （英语）.
- Eric W. Weisstein. . Wolfram Media, Inc.   [2018-06-18]. （原始内容存档于2017-10-03） （英语）.
- Phil McGinty. . Devon Life, Torbay Library Services.   [2018-06-18]. （原始内容存档于2003-11-29） （英语）.
- Grant Gustafson.  (pdf). University of Utah.   [2018-06-18]. （原始内容存档 (PDF)于2018-09-20） （英语）.
- (jpg). The Dibner Library Portrait Collection.   [2018-06-18]. （原始内容存档于2021-01-12）.
- . 1911 Encyclopdia.   [2007-03-12]. （原始内容存档于2004-08-20） （英语）.